# Centro verde
Il Centro verde è un museo naturalistico dedicato alla flora e alla fauna e un centro visita del parco nazionale d'Abruzzo, Lazio e Molise situato ad Ortona dei Marsi (AQ), in Abruzzo.

## Storia e descrizione
Il centro verde di Ortona dei Marsi è un centro visita del parco nazionale d'Abruzzo, Lazio e Molise situato su uno degli accessi dalla Marsica fucense. Ospita il museo naturalistico dedicato alla flora e alla fauna tipiche del territorio.
Ospitato nei locali dell'ex edificio scolastico è situato all'ingresso del paese della valle del Giovenco. La struttura venne ristrutturata e adeguata dall'amministrazione comunale di concerto con l'ente gestore del parco nazionale.
Documenti, fotografie e allestimenti di vario genere consentono di conoscere le caratteristiche ambientali, culturali e storiche dell'area protetta. Una sala conferenze, adatta alle videoproiezioni, viene utilizzata dalle istituzioni e dalle associazioni locali come la Pro loco per favorire le attività di promozione turistica e di tutela ambientale. Alcuni spazi sono nella disposizione delle guardie del parco nazionale.
Il centro visita di Ortona dei Marsi rappresenta un punto di riferimento in area marsicana per le visite nel parco nazionale d'Abruzzo, Lazio e Molise di gruppi scout, delle scolaresche o degli escursionisti.
Il centro ospita dal 22 maggio 2024 la mostra entomologica permanente.